# Мусгайд
Му́сга́йд (англ. Moosehide, hän: Ëdhä Dädhëchan або Jëjik Dhä Dënezhu Kek'it, дослівний переклад — «Шкура Лося») — колишній заповідник племені ген на території Юкону. Заснований в 1897-му році, покинутий наприкінці 1960-х років. Розміщений у місці впадіння річки Мусгайд в річку Юкон, є об'єктом світової спадщини ЮНЕСКО — Клондайк (англ. Tr'ondëk-Klondike).
Дані археологічних вишукувань свідчать, що ще 9000 років тому територія заповідника була для індіанців місцем сезонного вилову лосося. До 1897 року постійного поселення там не було.
Починаючи з середини 1800-х, у район Юкону почали прибувати європейські поселенці, здебільшого трапери та шукачі золота. Найбільший наплив старателів відбувся в часи Клондайкської золотої лихоманки (1896—1900). На початку заснування міста Доусон-Сіті (осінь 1897 року) індіанців змусили покинути їхню історичну територію риболовства на річці Клондайк і переселитися на 5 км нижче за течією Юкона в нове поселення, назване від річки Мусгайд.
У 1900 році це поселення отримало статус заповідника.

## Історія

### Заснування поселення

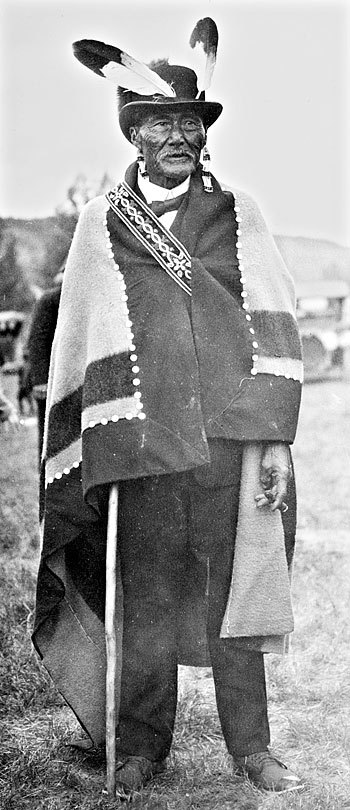
Вождь Ісаак (Доусон-Сіті, близько 1928 року)

Територія, де річка Мусгайд впадає в Юкон, здавна була місцем літнього та осіннього табору індіанців, проте без постійних будівель чи споруд. Постійне поселення індіанців племені ген розміщувалося кількома кілометрами вище по березі Юкону.
Через кілька місяців після відкриття золота на річці Клондайк (16 серпня 1896) індіанці були змушені покинути місцевість Трочек, де вони жили, рибалили і полювали, і переселитися на північний берег річки Клондайк, де закладався Доусон-Сіті. Проте це теж не було спокійним місцем для них. Єпископ Вільям Бомпас, намагаючись обмежити вплив білих людей на корінних жителів, домігся від канадського департаменту в справах індіанців виділити 160 акрів території для переселення всіх індіанців з Доусона і району золотих копалень. Весною 1897-го корінні жителі перебралися трохи далі на північ, де річка Мусгайд впадає в Юкон. Наміри єпископа Бомпаса і вождя племені Ісаака були лише добрі — поселити індіанців біля води і лісу, щоб вони мали з чого жити. І водночас — не дуже далеко від поселення білих, щоб можна було вести торгівлю й обмін товарами. Мусгайд став поселенням індіанців ген на наступні півстоліття. Проте, як виявилося невдовзі, місце вибрали не зовсім вдало.
160 акрів — саме стільки землі уряд Канади виділяв у преріях Саскачевану та Альберти для однієї сім'ї іммігрантів з Європи. А в Мусгайді на таку ж територію переселили 30 сімей індіанців. Уряд Канади вимагав від них повністю відмовитися від претензій на історичні території проживання. На цьому турбота уряду про індіанців скінчилася. На численні прохання розширити територію завжди надходила відмова. У 1900 році трохи золота знайшли й у руслі річки Мусгайд і відтоді будь-які претензії індіанців взагалі не бралися до уваги.
Патриція Ліндгрен (англ. Patricia (Isaac) Lindgren), дочка вождя Ісаака, згадувала:
|  | Мій батько бачив, що золота лихоманка притягне його народ до цивілізації, і він боявся, що його люди наберуться поганих звичок від білих людей, пияцтва і тому подібному. Він хотів, щоб його люди переселилися подалі від міста, тому він перемовлявся з урядом і домігся переселення його народу на три милі нижче Доусона. Оригінальний текст (англ.) My Dad [Chief Isaac] saw that they’d get civilized with that gold rush and was afraid that his people would learn bad habits from the white people, drinking and trouble like that. He wanted his people to be moved away from the city so he talked to government and got them moved three miles down to Moosehide. |

Переселення індіанців у Мусгайді в́икликало невдоволення поліцейського інспектора Чарльза Константіна, який планував побудувати там поліцейський табір. Він вкінець посварився з єпископом Бомпасом, а проявилося це в ще більшій неприязні до корінного населення.

### Життя в Мусгайді
Стосунки між корінними жителями Мусгайда і білим населенням Доусон-Сіті були по суті сегрегацією. Це сильно обмежувало вливання корінного населення в цивілізоване життя. Напроти, англіканська церква наполегливо залучала індіанців до релігії, а єпископ Бомпас майже два роки жив у Мусгайді (1899—1900).
Індіанцям Мусгайда не були раді в Доусон-Сіті й зустрічали їх неприязно, особливо після 1898 року, коли місто вже стало більш цивілізованим і розкішним. Проте жителі Доусона не відмовлялися від м'яса, риби, ягід, одягу, що їх продавали індіанці з Мусгайда. Ще одним винятком з життя в ізоляції були перформанси, що їх влаштовували індіанці ген у Доусон-Сіті. За ініціативи вождя Ісаака на вулицях і в клубах міста періодично проводилися покази національних танців і співів. Ісаак прагнув не об'єднання білих та корінних жителів, а створення розуміння між народами. Водночас це завжди був натяк, що білі люди є гостями на цій землі. Окрім того, кожного Різдва він запрошував усіх мешканців Доусон-Сіті в гості в Мусгайд. Втім, лише одиниці приймали це запрошення.
Візити жителів Мусгайда до Доусон-Сіті були швидше спорадичними. Високий рівень епідемічних захворювань у Мусгайді теж нікого не заохочував до тісніших контактів з білими людьми.
У газетах Доусона періодично публікувалися заклики до «цивілізування» індіанців Мусгайда. Їм пропонували освоїти рільництво, використовувати як тяглову силу оленів, а не собак, але індіанці не прислухалися до цих наполегливих порад. Це також віддаляло розуміння між народами. «Поселення Мусгайд і його жителі не сприймалися новоприбульцями як справжній світ. З погляду білих людей на расову еволюцію, індіанці не можуть існувати в сучасності, або в майбутньому, якщо вони не засвоять уроки західної цивілізації… Народ ген повинен або відректися від своєї автентичності… або ж бути ізольованим, як зіпсовані люди, яким належить зникнути після зустрічі з вищою расою».
У перші роки полювання ще давало якийсь прибуток і засоби для життя для індіанців Мусгайда. Втім, дуже швидко вирубані і випалені ліси та забруднені річки збідніли на здобич й індіанці почали голодувати. Дизентерія, діарея, туберкульоз сильно прорідили корінне населення. Справа дійшла до того, що поліція Доусона, яка до того ігнорувала жителів Мусгайда, 1904 року мусила доставляти їм їжу. За те індіанці мали відпрацьовувати.

15 грудня 1911 року вождь Ісаак сказав в інтерв'ю газеті Dawson Daily News (ламаною англійською мовою):
|  | Увесь Юкон належить моєму батькові. Весь Клондайк належить моєму народу. Вся країна належить мені. Віддавна моє. Пагорби всі мої, лосі всі мої, кролики всі мої, золото все моє. Білі люди приходять і забирають усе наше золото. Візьміть мільйони, візьміть ще сотні мільйонів і розпустіть їх у Сіетлі. А тепер індіанці Мусгайду хочуть Різдва. Здобич зникла. Білі люди вбивають усіх лосів і карібу біля Доусона, які належать Мусгайду. Індіанці всюди мають власні мисливські угіддя. Жителі Мусгайду полюють на Клондайку, на Шістдесятій Милі, на Двадцятій Милі, але дичини вже немає. Біла людина вбиває всіх. Оригінальний текст (англ.) All Yukon belong to my papas. All Klondike belong my people. Country now all mine. Long time all mine. Hills all mine; moose all mine; rabbits all mine; gold all mine. White man come and take all my gold. Take millions, take hundreds fifty millions, and blow’em in Seattle. Now Moosehide Injun want Christmas. Game is gone. White man kills all moose and caribou near Dawson, which is owned by Moosehide. Injun everywhere have own hunting grounds. Moosehides hunt up Klondike, up Sixtymile, up Twentymile, but game is all gone. White man kill all. |

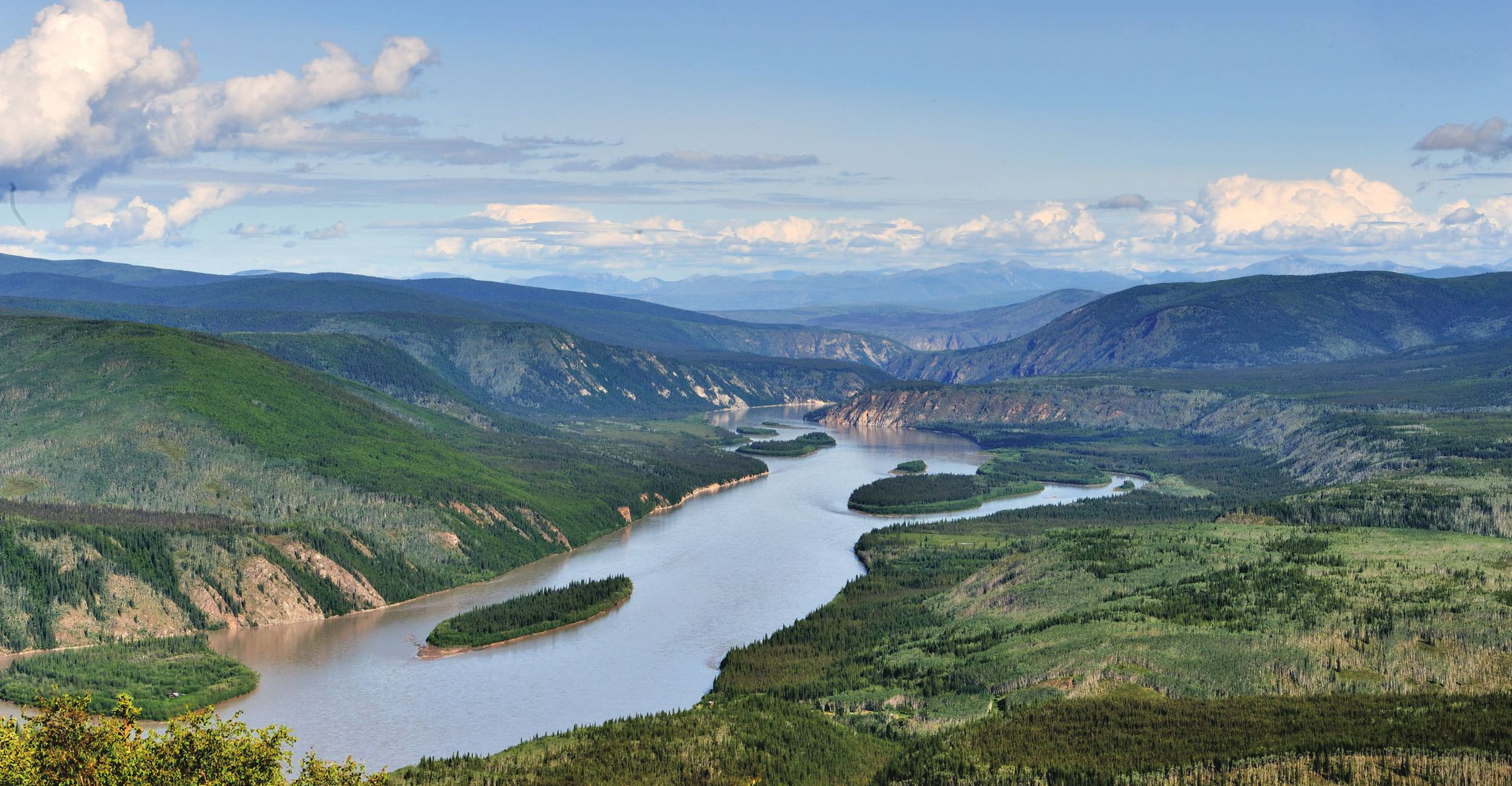
Річка Юкон. Вигляд на територію довкола Мусгайд з гори Midnight Dome.
Поселення і річка Мусгайд приховані за пагорбом внизу світлини. Острів ліворуч на світлині називається Сестринський (Sister Island). Мусгайд розміщений через річку Юкон напроти цього острова.

У 1904—1919 роках, після спаду золотої лихоманки, вождю Ісааку, подолавши численні бюрократичні перепони, вдалося зареєструвати навколо Мусгайда чотири ділянки для видобутку золота. Насправді золота ніхто і не збирався там шукати. Зроблено це було, щоб трохи додати території до Мусгайда й офіційно закріпити її за індіанцями.
З огляду на забруднення і небезпеку епідемій, муніципалітет Доусона в 1899 році заборонив поселення і використання води з Юкону нижче за течією. А Мусгайд розміщувався п'ятьма кілометрами нижче. Проте жодних заходів чи застережень, щоб уберегти індіанців від хвороб, не вжили. Їх просто ігнорували. Проте ситуація з тифом, зокрема з його складнішим варіантом — черевним тифом, у Мусгайді була значно краща, ніж у Доусон-Сіті, і після 1917 року в Мусгайді не зафіксували жодного смертельного випадку від цієї хвороби. Основна причина — річка Мусгайд, з якої індіанці брали воду, була значно чистіша, ніж Клондайк і Юкон.
У 1901 році в Мусгайді жив лише один білий чоловік — священник Бенджамін Тотті (англ. Benjamin Totti), який змінив єпископа Бомпаса. Тотті мав жінку-індіанку і дітей. Інші змішані сім'ї старалися поселятися десь на інших річках.
Вождь Ісаак вимагав від жителів Мусгайда безумовного дотримання індіанських традицій. Щоранку він першим виходив з дому і гучним голосом будив решту індіанців. Потім оголошував, куди йти полювати, або куди має йти все плем'я. Зазвичай, на Різдво всі жителі приходили до хати вождя і обмінювалися з ним дарунками. У спогадах білих людей Ісаак постає як авторитарний, жорсткий вождь племені, що не допускав ніякого посягання на свій авторитет і владу. Можливо, це був єдиний спосіб тримати порядок у Мусгайді та не допускати впровадження лихих звичок білих людей.
Переживши перші важкі роки та голод, індіанці почали облаштовувати поселення — зводили зруби, школу, церкву. Багато сімей розробляли присадибні ділянки. Проте не було лікарів і госпіталів, доступних ліків. У часи першої світової війни епідемії краснухи і грипу забрали багато життів.
Кількість дичини в лісах катастрофічно зменшувалася й індіанці все далі й надовше відходили від селища, щоб щось вполювати. У той самий час пароплави та печі лісопилень поглинали ліси навколо Доусона і Мусгайда. Ісаак намагався захистити ділянку лісу, з якої його плем'я могло задовольнити свої потреби. У 1907 році через місіонера Бенджаміна Тотті він звернувся до уряду з проханням про лісову зону навколо Мусгайда. Однак до кінця 1920-х років індіанський заповідник зменшили в розмірах на користь лісорубів, оскільки вважалося, що ця деревина мало корисна для народу ген.
У 1908 році побудована церква Святого Варнави в пам'ять про єпископа Бомпаса. Катехитом працював індіанець Джонатон Вуд. Церква ініціювала створення в поселенні чоловічого клубу і жіночої допоміжної організації. 1932 року в Мусгайді створена, як вважається, єдина місцева англіканська молодіжна організація в Канаді. Ці організації служили в першу чергу для догляду за способом життя та чистотою поселення.
Мусгайд став центром суспільного життя племені ген.

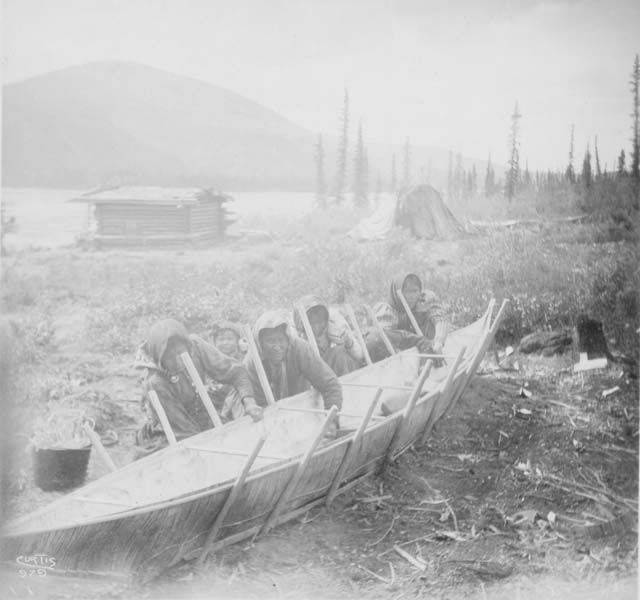
Індіанські жінки будують каное в Мусгайді (1898)
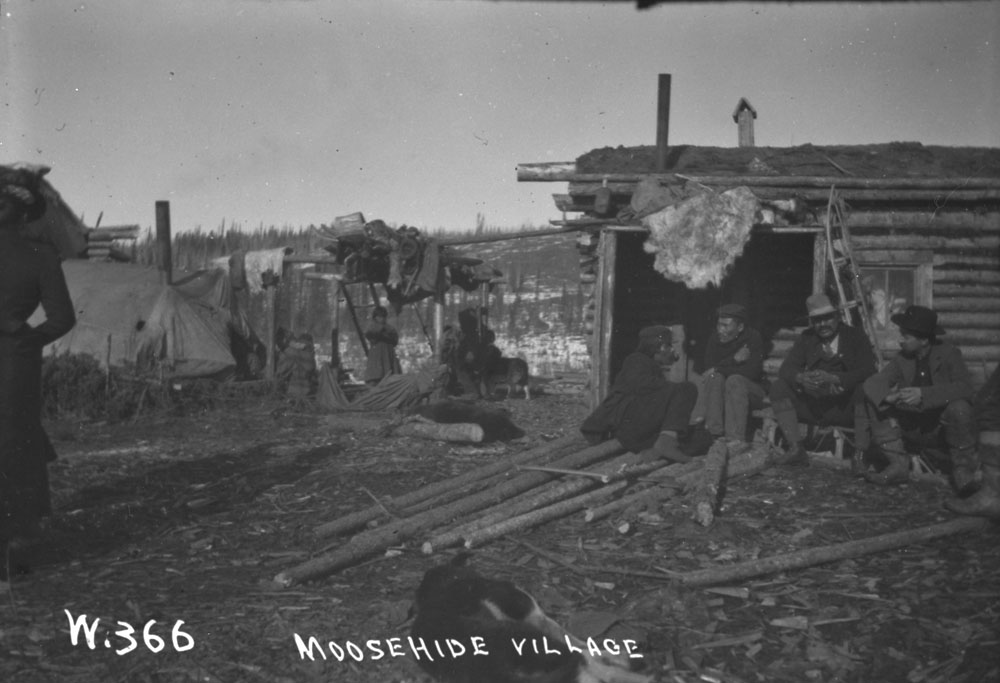
Поселення Мусгайд (1900)
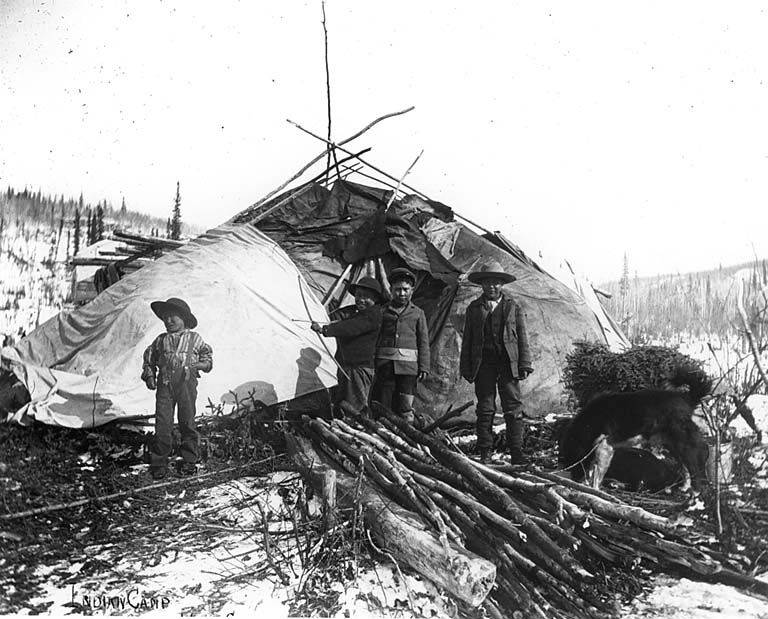
Індіанські діти біля палатки (1900)
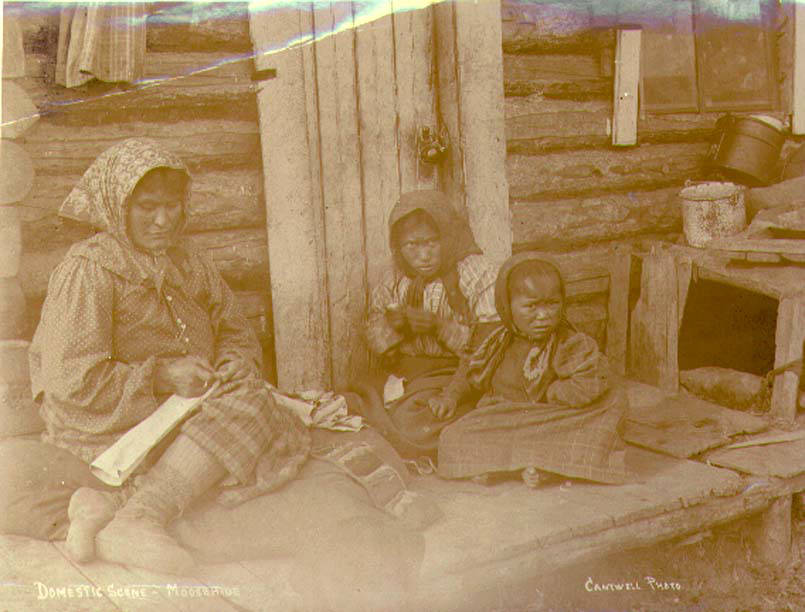
Жінка-індіанка за оздобленням шкіряних виробів. (Мусгайд, 1900)
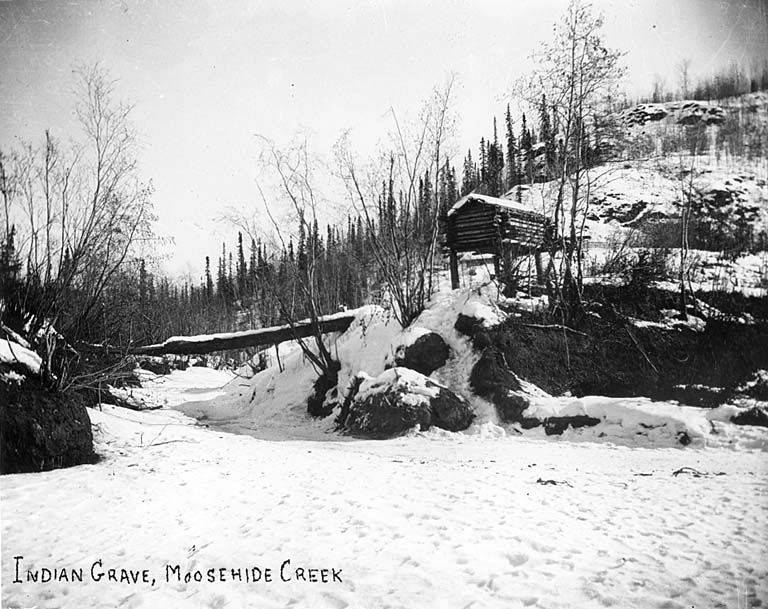
Місце поховання індіанців поблизу Мусгайда (1900)
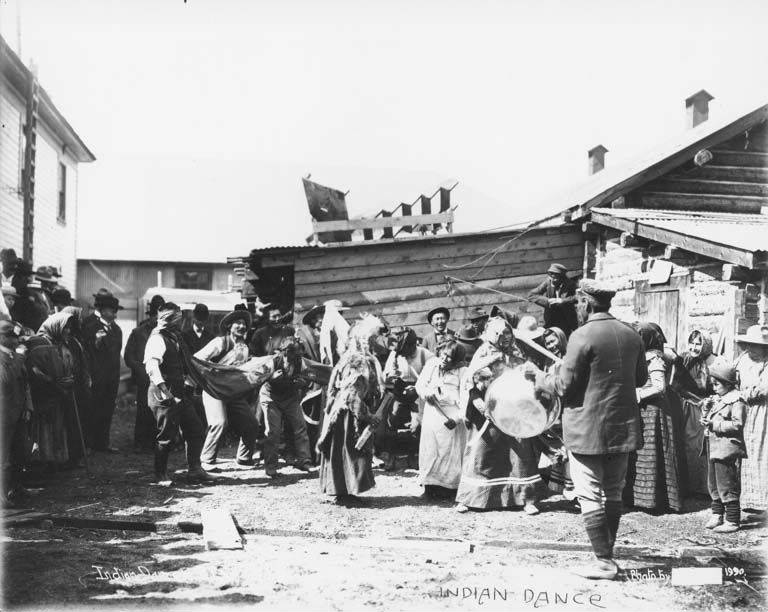
Індіанці з Мусгайда танцюють на вулиці Доусон-Сіті (1901).
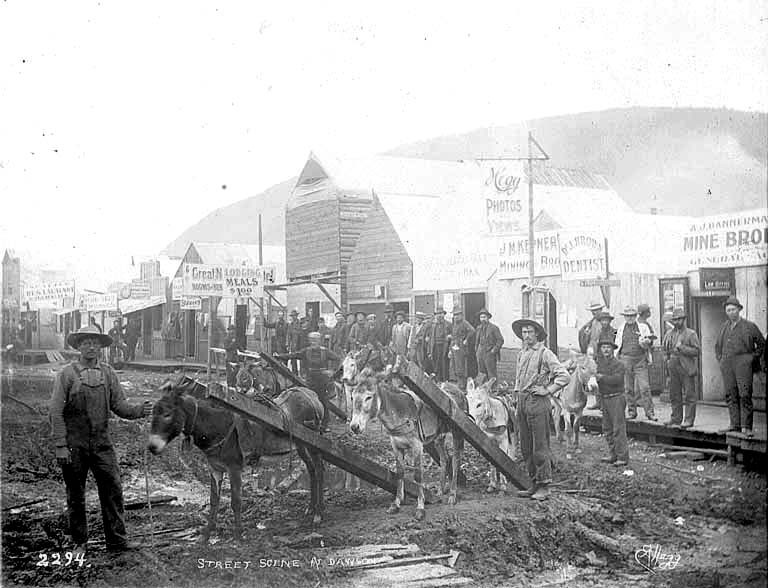
Доусон-Сіті (1899)
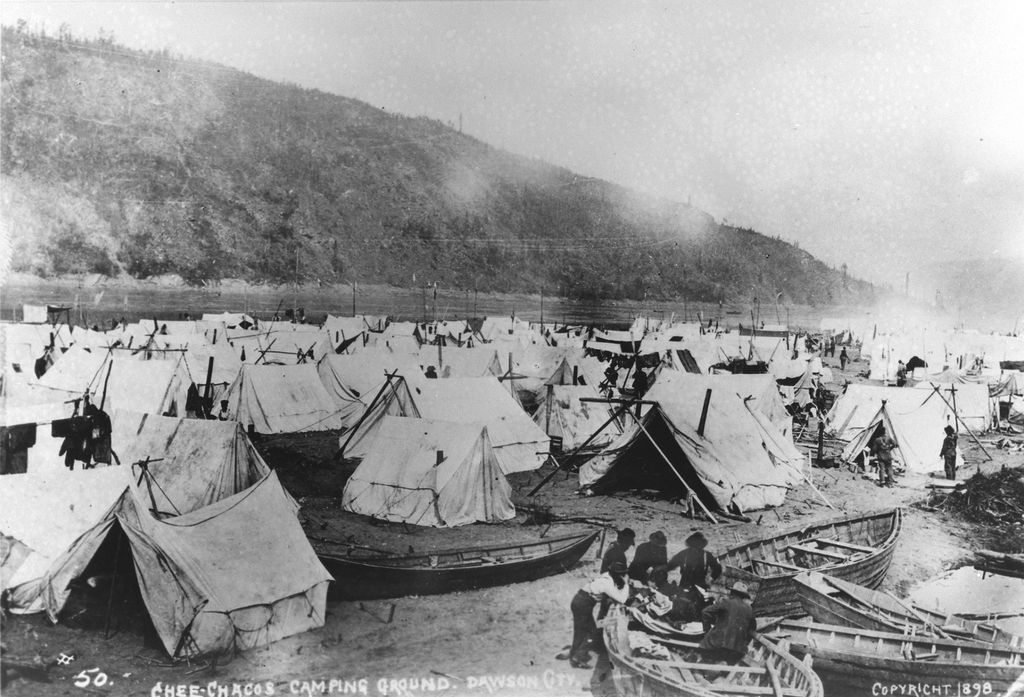
Наметове містечко на місці будівництва Доусон-Сіті (1898)

### Школа
Школа в Мусгайді, як і в інших поселеннях індіанців на Юконі, була дуже бідно оснащена, вчителів не вистачало, а ті, що все ж приїжджали, надовго не затримувалися. Жодних стандартів для програми навчання не було. Читання та рахування викладалося лише на початковому рівні, та й того не всі діти могли осягнути. Учні відвідували школу нерегулярно, оскільки часто мусили допомагати батькам у господарстві. Зате школа стала філіалом церкви, де дітей привчали до релігійних традицій англіканської церкви. Більшість вчителів, що пробували працювати в цій школі, називали таке навчання «провальним». Невдовзі дітей почали примусово відбирати з індіанських родин у церковні школи-інтернати. Уряд вважав, що ізоляція школярів від індіанської сім'ї пришвидшить їх інтеграцію в цивілізоване життя. У результаті це стало великою трагедією для корінних жителів півночі Канади, політичні та культурні наслідки якої даються взнаки й досі.
Сара-Джен-Ессо, індіанка з Мусгайда, дітей якої забрали в школу-інтернат, скаржилася:
|  | Коли вони проводять у школі надто багато часу, вони не матимуть нічого спільного з нами (корінним народом); вони хочуть бути з білими людьми; вони віддаляються від нас. Оригінальний текст (англ.) When they are too long at school they won't have anything to do with us; they want to be with white people; they grow away from us. |

### Закон і порядок
| Вождь                               | Роки правління |
| ----------------------------------- | -------------- |
| Ісаак (Chief Isaac)                 | 1890—1932      |
| Чарлі Ісаак (Charlie Isaac)         | 1932—1939      |
| Джеймс Вуд (James Wood)             | 1940—1956      |
| Хеппі Джек Лескі (Happy Jack Lesky) | 1956—19??      |
| Джонас (Chief Jonas)                | 19??—19??      |
| 1. 2.                               |                |

Поліція Доусона регулярно звітувала про безлади в Мусгайді через пияцтво. Була спроба найняти констеблем одного з місцевих індіанців, щоб він слідкував за проявами пияцтва, проте, як писав преподобний Тотті, «індіанці не хочуть свідчити проти своїх людей і на допити про походження спиртного або мовчать, або видумують несенітниці».
Все ж приблизно в 1911 році поліція Доусона найняла одного з одноплемінників констеблем. Перше зареєстроване ім'я — Генрі Гарпер. У 1912 році був приведений до присяги спеціальний констебль, який мав слідкувати, щоб жителі Мусгайда не відвідували Доусон через епідемію кору. Вождь Ісаак також кілька разів був констеблем, але жодних інших імен, окрім ще Сема Сміта, не записано. Відомо, що Сем жив у Мусгайді до своєї смерті в 1925 році.
Імовірно, констеблі отримували вказівки від ради та старійшин. Відповідно до звіту поліції, спецконстеблям доручили підтримувати спокій у Мусгайді, що їм і вдалося зробити.
У березні 1921-го була вибрана перша Індіанська Рада, головою якої став Есо Гарпер (англ. Esau Harper). Його заступником вибрали вождя Ісаака. Рада підтримувала в поселенні порядок і видавала місцеві закони, піклувалася про хворих і немічних, слідкувала за обов'язковою шкільною освітою дітей. До її компетенції входив також контроль за стосунками між чоловіками і жінками, і накладання штрафів. Наприклад, тих, хто приїхав до Мусгайда з пляшкою спиртного, садили до в'язниці. І, окрім того, порушник повинен був вказати, де він дістав спиртне (індіанці не могли купувати спиртні вироби в магазинах).
Вже на першому засіданні рада заборонила молодим жінкам зустрічатися з білими чоловіками й заборонила неіндіанцям заходити в Мусгайд. Діти мали відвідувати школу і лягати спати до 21 години. Усі індіанці мали залишити Доусон до 20-ї години, а неодружені жінки — до 19-ї години, якщо їх не супроводжує інша одружена жінка. Чоловікам дозволялося ночувати в місті лише в супроводі товариша. Кожен будинок у Мусгайді повинен був мати смітник для зливання побутових відходів. Чоловіки мусили приносити дрова та воду для своїх сімей, а передавати жувальний тютюн було заборонено — ймовірно, як профілактичний засіб проти туберкульозу. Крім того, у будинки заборонили впускати собак. Білим дозволялося приїжджати в Мусгайд лише для ведення бізнесу.
Загалом, рада ставила собі завданням зміцнити сім'ї, обмежити візити індіанців до Доусон-Сіті і встановити загальні правила поведінки в Мусгайді. Не всім індіанцям це сподобалося. Уже за рік, у 1922-му, вождь Ісаак закликав раду послабити правила, оскільки «…наші люди не люблять, коли рада вказує їм, щоб тримати будинки в чистоті і прибирати поселення…». Йому заперечував констебль Сем Сміт: «…уряд допомагав нам, коли ми помирали від голоду й хвороб, і я думаю, що ми повинні робити те, що нам каже уряд…».
Наступні роки Рада все більше намагалася покладатися на переконання замість покарання. Це також різко зменшило втручання ради у внутрішні сімейні справи. Рада припинила свою діяльність у 1936-му році.

### Запустіння поселення
Під час другої світової війни кількох чоловіків з Мусгайда було призвано в армію, серед них — Чарлі Ісаака, син вождя Ісаака, який успадкував звання вождя після смерті свого батька (1932).
Після закінчення війни Чарлі повернувся з Європи в Мусгайд, але через кілька років (1957) уряд Канади закрив школу і почав переманювати індіанців переселитися ближче до цивілізації. Нарешті у 1958-му майже всі мешканці (близько 200 осіб) були переселені до Доусон-Сіті, де уряд Канади надав їм житло, всім в одному районі, який швидко дістав зневажливу назву «Індіанське гетто». Дітей шкільного віку примусово перевели в школи-інтернати в Каркросс і Вайтгорс.
Мусгайд обезлюднів, але Чарлі Ісаак не залишив поселення, і жив там аж до своєї смерті (1975). Втім, він був не зовсім самотнім — у літню пору туди часто навідувалися індіанці та туристи.

## Сучасний стан

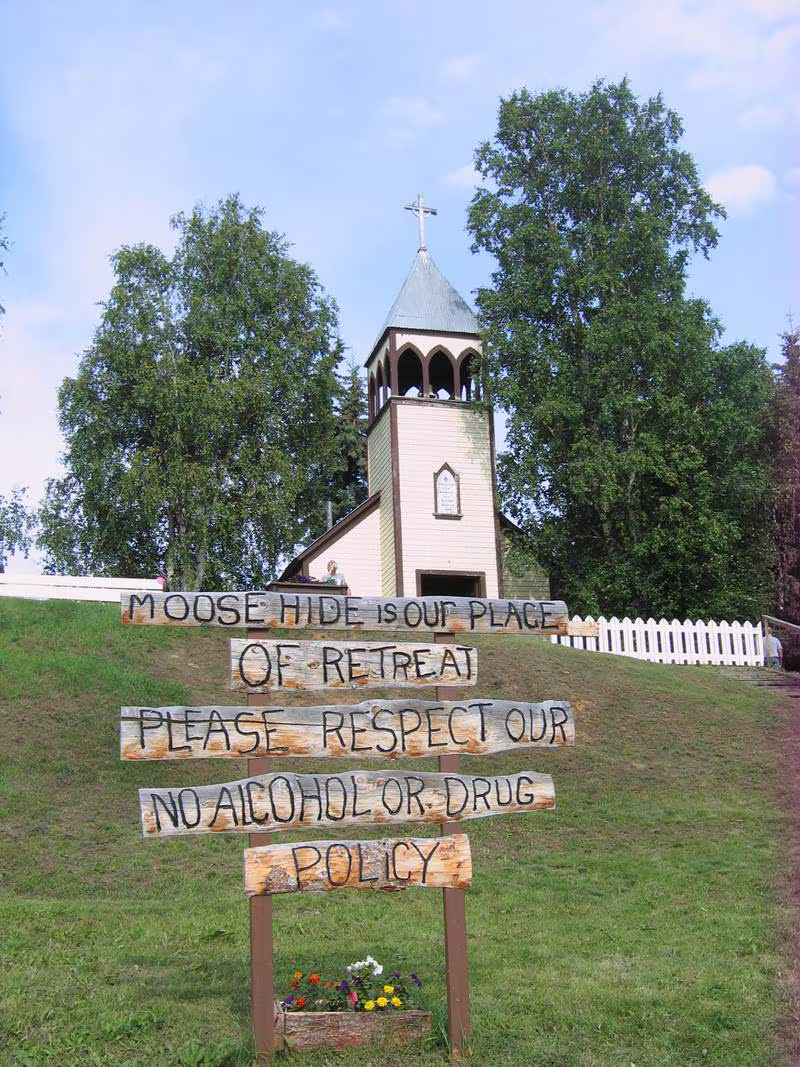
Напис на дошках: «Мусгайд — це наше приватне місце. Будь ласка, поважайте наш закон про заборону алкоголю й наркотиків».
На задньому фоні — церква святого Варнави.

Територія Мусгайда сягає 14 гектарів. Власне територія забудови займає 2,5 гектара — приблизно 120 м вглиб і 200 м вздовж берега Юкона.
На території селища розміщено близько 30 будинків, у більшості — дерев'яні зруби. Всі вони реставровані і частина з них використовується спадкоємцями їх власників як літні котеджі.
Збережена англіканська церква святого Варнави (1908). Цвинтар позаду церкви налічує близько 200 могил, найдавніша датована 1898 роком. Збереглося житло Ісаака (англ. Chief Isaak, 1847(?) — 1932), який був вождем племені ген протягом золотої лихоманки, і його могила. У приміщенні школи розставлені ті ж самі учнівські парти, за якими колись сиділи індіанські діти. У центрі Мусгайда споруджена альтанка, що слугує сценою для перформансів.
У Мусгайді немає постійних жителів, проте є посада мера, відповідального за збереження історичного місця. У літній сезон будівельники проводять ремонтні роботи та роботи з консервації споруд.
Для відвідування Мусгайда потрібен дозвіл адміністрації.

## Збереження традицій
У 1917 році Ісаак — вождь племені ген — побоюючись, що традиції корінних жителів зникнуть під натиском цивілізації білих людей, відвідав поселення Танакросс (200 км на південний захід від Мусгайда, на території США), де були його родичі. Він передав їм на зберігання реліквії — барабани, танцювальну палицю (gänhäk) і пісні свого племені.
Ці пісні збереглися в усній формі до теперішнього часу і деякі з них співають на індіанських ритуалах.
Персі Генрі (англ. Percy Henry), один з останніх вождів, згадував:
|  | Пісні ген, барабани і «gänhäk»[що?] — все могло бути втрачене через білих людей, що нахлинули в Доусон, як комашня, тисячами. Я думаю, що вождь насправді переживав, що через все це він не зможе контролювати свій народ. Тому він взяв усі ці речі і передав, я так думаю, на зберігання народу танана. Оригінальний текст (англ.) Han song and drum and the “gänhäk” all that are going to be messed up because there’s white people coming into Dawson like a mosquito there,just by the thousand. So I guess Chief really got a little nervous about all these stuff because he can’t control his people. So he took all that stuff over to, I think, Tanana people for safe keep. |

Колишнє поселення Мусгайд (зараз постійних мешканців там немає) отримало визнання як символ адаптації корінних народів Аляски до сучасної цивілізації і водночас як центр історії та культури народу Трондек. У 2023 році поселення стало об'єктом світової спадщини ЮНЕСКО — Клондайк (англ. Tr'ondëk-Klondike). Tr'ondëk-Klondike налічує вісім окремих об'єктів.

### Moosehide Gathering
У багатьох корінних народів Аляски і території Юкону сотні років проводилася церемонія потлач — збори племен з танцями, співами, банкетом і демонстративним обміном дарами. Нагоди були різні — вдале полювання, похорони, одруження, прийняття важливих рішень старійшинами тощо. Сусідні племена запрошувалися на потлач лише якщо вони мали тісні родинні зв'язки. З ініціативи церкви уряд Канади в 1885 році заборонив проведення потлачу, як нехристиянського обряду, який перешкоджав асиміляції корінного населення. Лише у 1951 році заборону зняли й невдовзі це свято почало відроджуватися у трохи змінених формах.
Починаючи з 1993 року, у Мусгайді кожні два роки (з перервою на COVID-19) проводять фестивалі Moosehide Gathering (дослівно — Збори Мусгайд). Moosehide Gathering — «це святкування культури і віддання почестей нашій спадщині, нашим предкам і нашому майбутньому».
У 2024 році в липні пройде 16-й фестиваль..

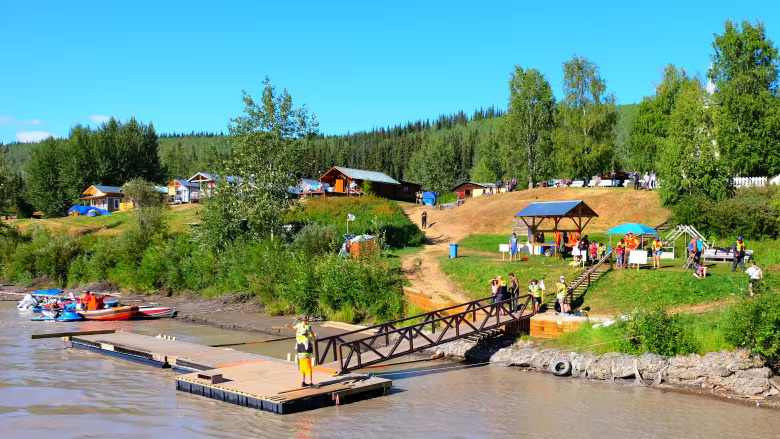
Прибуття гостей на фестиваль на катерах з Доусон-Сіті (2018)
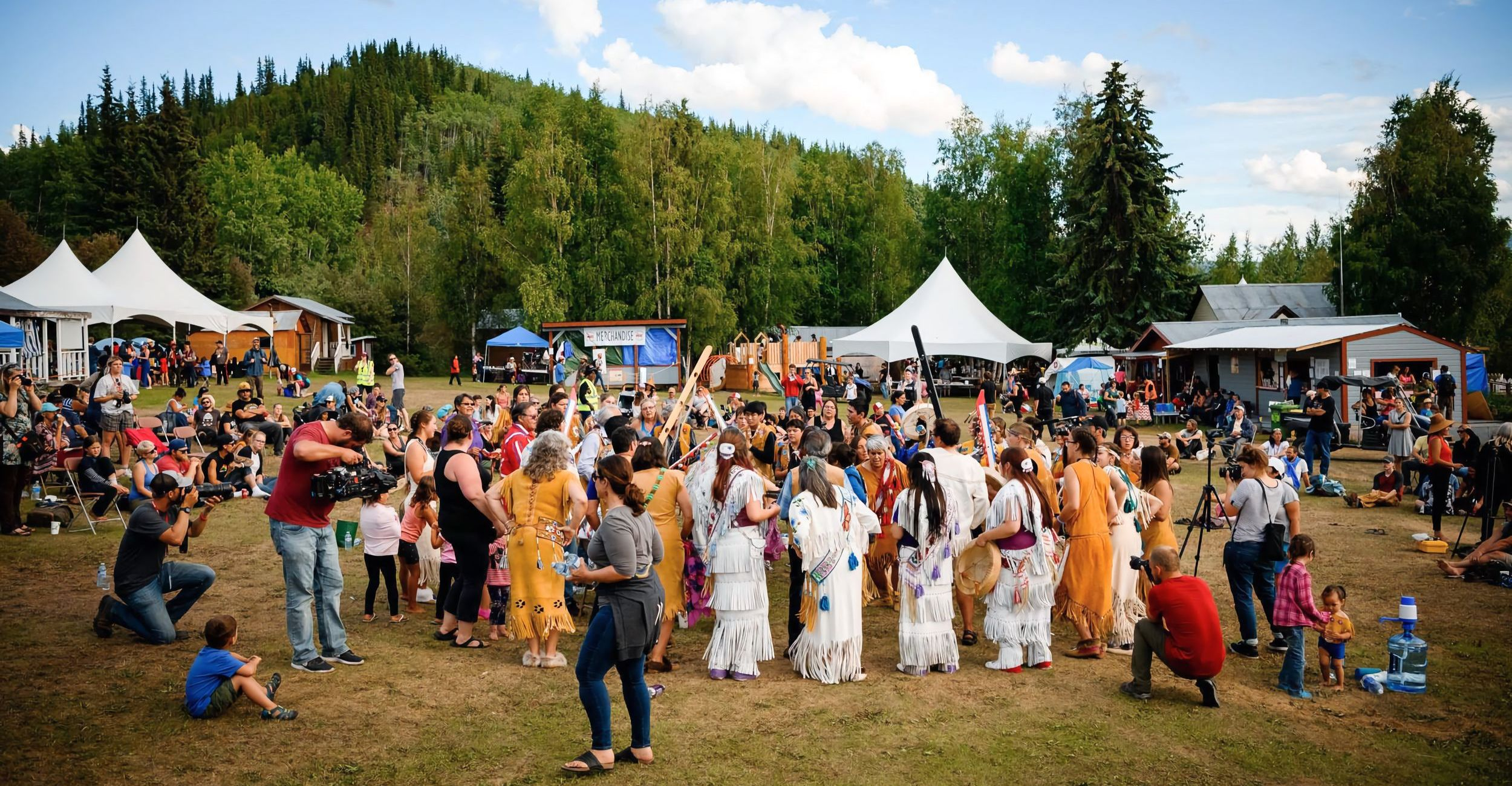
Відкриття Moosehide Gathering (2022)
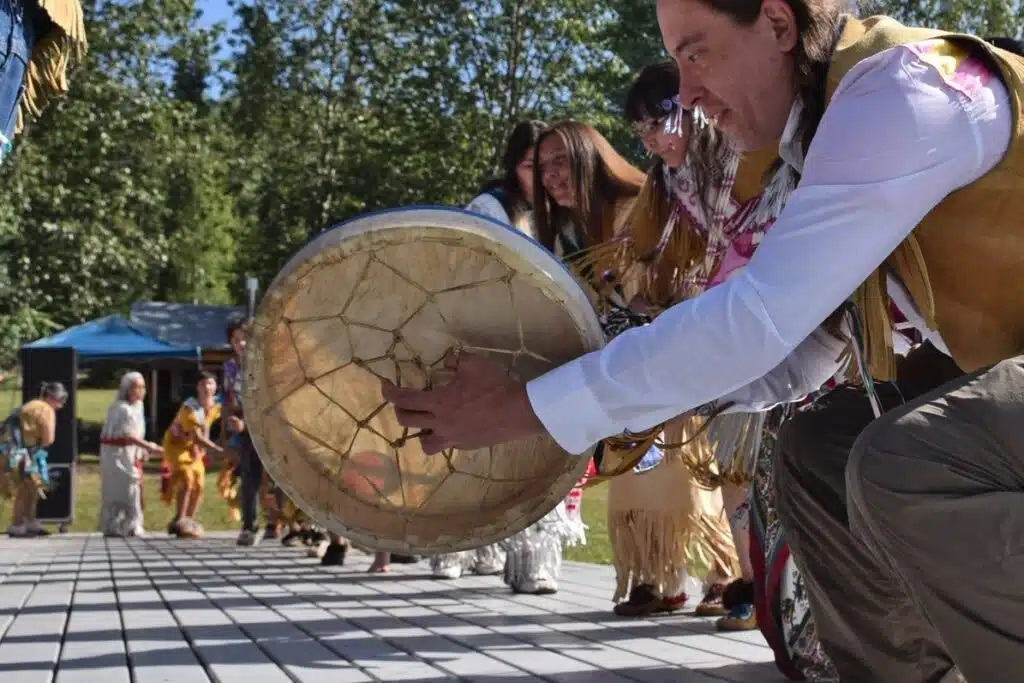
Ритуальні співи з танцями (2022)
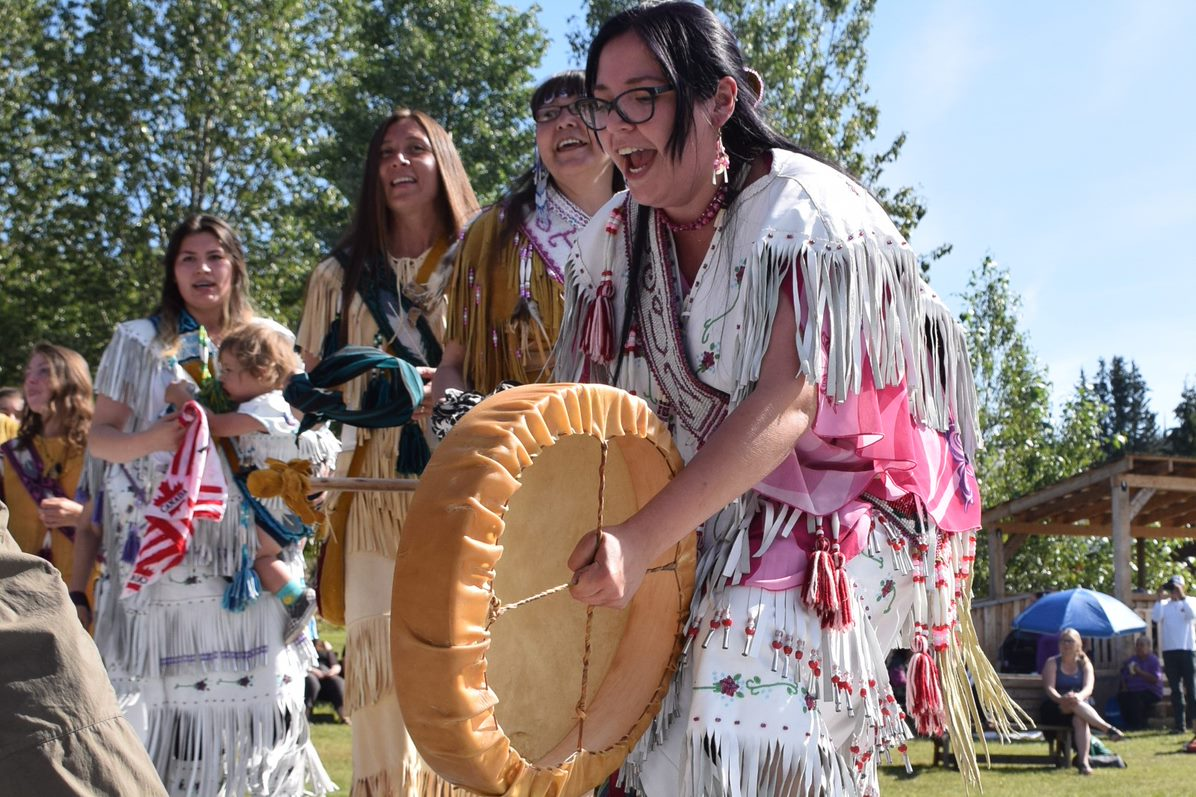
Ритуальні співи з танцями (2022)
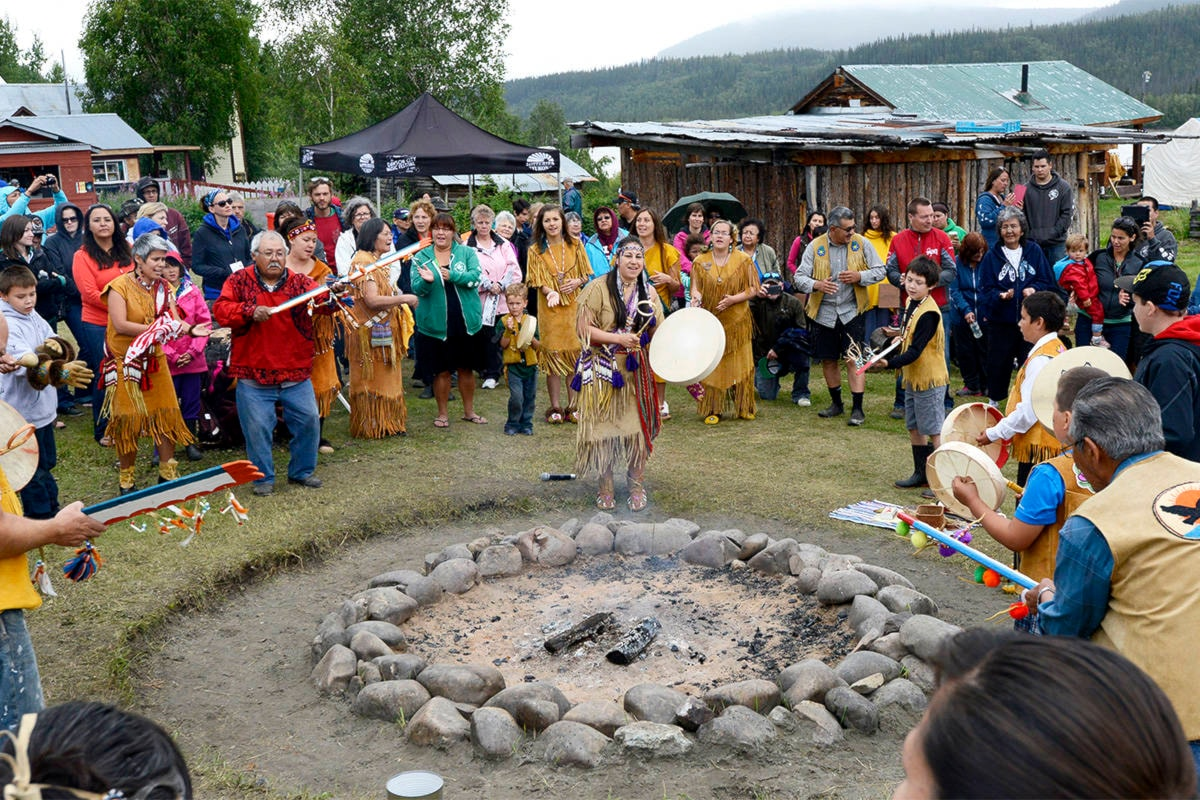
Завершення фестивалю (2018)
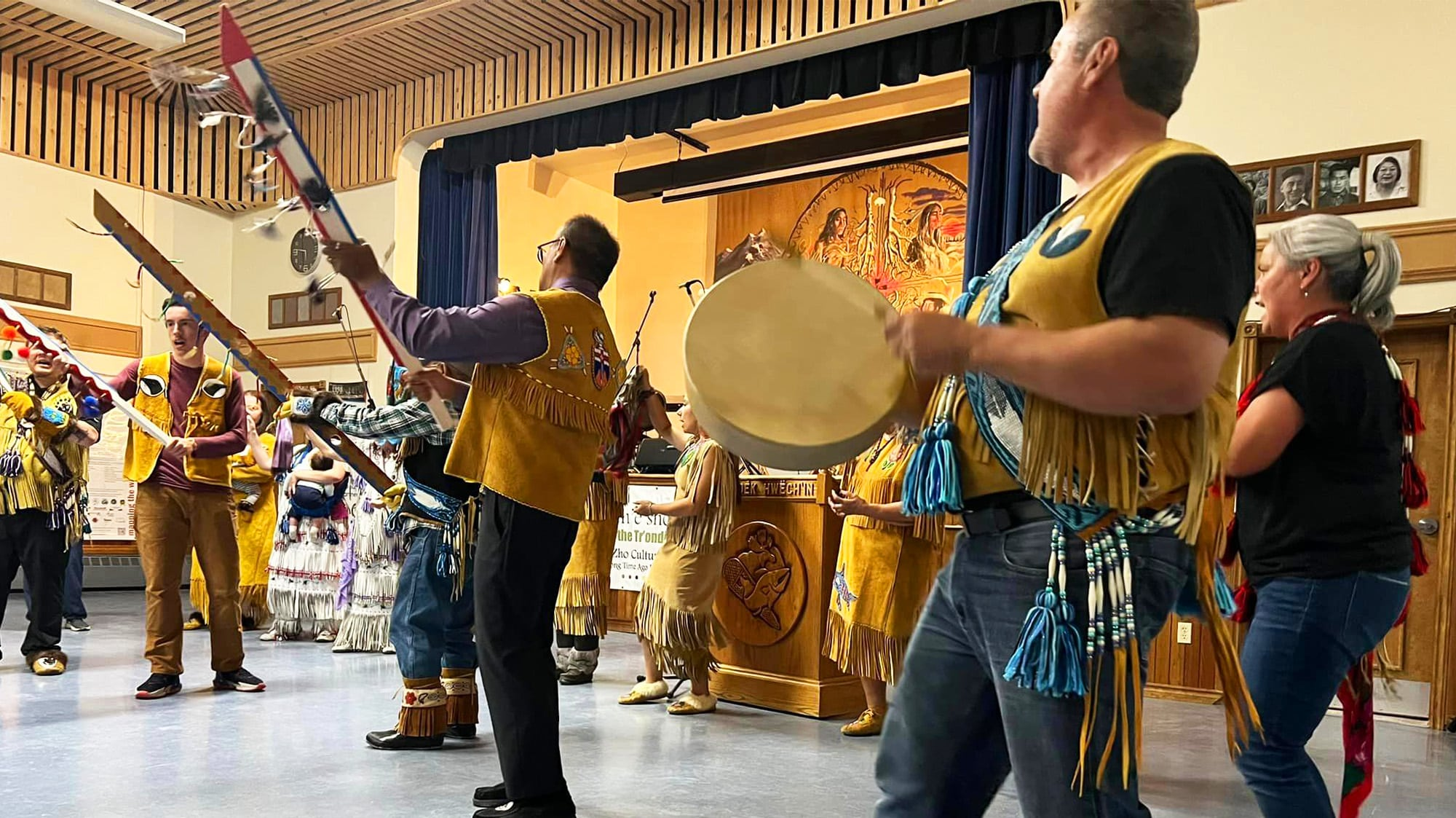
Традиційний танець народу ген. Будинок общини Tr'ondëk Hwëch'in, Доусон-Сіті (2022)

Фестиваль зазвичай триває чотири дні в середині літа. На нього збираються сотні представників корінних народів Юкону та Аляски, учасників та глядачів. У 2018 році його відвідали 4500 осіб.
У перший день Gathering у центрі Мусгайда запалюють священний вогонь, який підтримують чотири дні й дають самому згаснути після закінчення фестивалю.
На фестивалі пропонують безплатне доїжджання з Доусон-Сіті на моторних човнах, проживання в наметах, святкові вечері, участь у різноманітних розвагах. До програми видовищ та розваг входять мінівистави, традиційні індіанські танці, барабани, співи, танці під музику кантрі, промови гостей та організаторів фестивалю, класи з вивчення традиційних індіанських ремесел (зокрема, виготовлення декорацій та сувенірів), приготування їжі (наприклад, обробка лосося). Гостям пропонують страви з м'яса лося, суп з лосося.
Гості фестивалю можуть навчитися в індіанських майстрів як плести корзини, виготовляти амулет ловця снів, плести тенета на рибу, споруджувати індіанські сауни (англ. Sweat Lodge). Щовечора влаштовується великий банкет з дотриманням традицій — спочатку їжу пропонують старійшинам, потім волонтерам і власникам човнів, і опісля — всім гостям. На всій території Мусгайда заборонені алкоголь та наркотичні речовини.